# Růžová hora
Růžová hora (niem. Rosenberg) – szczyt w Karkonoszach, w północnej części grzbietu Růžohorská hornatina.

## Opis
Růžová hora położona jest w bocznym odgałęzieniu biegnącym ze szczytu Śnieżki w kierunku południowym. Oddziela ono dolinę Jeleniego Potoku (Lví důl i Jelení důl) na wschodzie od doliny Úpy na zachodzie. Na północy Růžová hora łączy się ze Śnieżką, a na południowym wschodzie z Pěnkavčím vrchem. Od południa otacza ją Růžový důl.

## Wody
Masyw odwadniany jest przez Úpę i jej lewe dopływy. Wschodnie zbocza odwadnia Jelení potok i jego dopływy: Koulová strouha, Křížový potok i Messnerova strouha, zachodnie Úpa i jej lewy dopływ Růžový potok.

## Roślinność
Szczyt porasta kosodrzewina, stoki poniżej są zalesione.

## Ochrona przyrody
Cała góra leży w obrębie czeskiego Parku Narodowego (Krkonošský národní park, KRNAP).

## Turystyka
Poniżej szczytu przechodzi   żółty szlak turystyczny z przysiółka Dolní Malá Úpa na Śnieżkę.
Równolegle do niego biegnie kolejka gondolowa z Peca na Śnieżkę.